# (5153) 1940 GO
(5153) 1940 GO là một tiểu hành tinh vành đai chính. Nó được phát hiện bởi Yrjö Väisälä ở Đại học Turku ở Turku, Phần Lan, ngày 9 tháng 4 năm 1940.